# 北部編組場
北部編組場（英文：Northern Marshalling Yard）是九廣鐵路規劃在雙魚河古洞支流西岸興建的編組場，目前已經擱置。

## 概況
1997年，當時九廣鐵路正在規劃西鐵第二期，當時規劃第二期由錦上路站以北分岔，其後沿新界環迴公路往東北（與今天北環線路線大同小異），於北部編組場西方分岔往落馬洲站，於編組場東方分岔往羅湖及上水站。而於雙魚河古洞支流西岸設支線，連結主綫及編組場。編組場亦有一條聯絡線，接駁西鐵第二期主線的羅湖分岔線，使列車可直接來往羅湖站及編組場，而不用經上水掉頭。而隨著香港鐵路貨運的沒落，計劃正式擱置。